# 수구 (성씨)
수구(水丘)는 한국과 중국에 있었던 성씨였다.

## 한국
평해군의 토착 성씨로, 고려 ~ 조선 때 있었다. 현존하지 않는 성씨로, 유래 및  평해 구씨와의 연관성 여부는 알 수 없다.
- 수구원(水丘源) : 고려 후기의 문신. 우습유(右拾遺)를 지냈다.

## 중국
당나라 말기의 군벌이자 오대십국 시대 십국 오월의 초대 국왕 전류의 외가로 알려져 있다.
- 수구잠 - 후한 초기의 관료
- 수구소권(水丘昭券) - 오대십국 시대 십국 오월의 관료. 임안 출신. 내도감사(內都監使)로써 충헌왕·충손왕 2대를 섬겼다.
- 조국태현태부인(趙國太玄太夫人) 수구씨(水丘氏) - 오대십국 시대 십국 오월의 초대 국왕 전류의 어머니
- 진국구화태부인(晉國九華太夫人) 수구씨(水丘氏) - 오대십국 시대 십국 오월의 초대 국왕 전류의 할머니

## 출전
1. ↑  《조선왕조실록》 세종 제153권, 지리지 강원도 삼척 도호부 평해군
2. ↑  《신증동국여지승람》, 제45권 강원도 평해군
3. ↑  《십국춘추》, 권83

## 참고 문헌
- 《만성통보(萬姓統譜)》
- 《십국춘추》